# Janet Biehl
Janet Biehl (née le 4 septembre 1953) est une écrivaine politique, mais également peintre, imprimeuse et artiste graphique. Elle est spécialiste du municipalisme libertaire, et de l'écologie sociale, le corpus théorique développé par Murray Bookchin. Elle a aussi été critique de certaines formes d'écoféminisme.

## Formation
Janet Biehl grandit à Cincinnati dans l'Ohio et étudie à l’université Wesleyenne et au Centre Graduate de l'université de la ville de New York. En 1986 elle fréquenta l'institut d'écologie sociale et commença à collaborer avec Murray Bookchin, dont elle fut la compagne de 1987 à sa mort, en 2006. Elle travailla de façon intensive avec lui depuis leur maison à Burlington dans le Vermont.

## Carrière
De 1987 à 2000, elle et Murray Bookchin co-écrivirent et co-publièrent la newsletter théorique « Perspectives Vertes » (« Green Perspectives »), plus tard renommée « Perspectives vertes de gauche ».
Janet Biehl est l'éditrice et la compilatrice de « The Murray Bookchin Reader » (1997) et l'auteure de : « Politique de l'écologie sociale : municipalisme libertaire » (1988), « Repenser les politiques écoféministes » (1991) ; et co-auteure avec Peter Staudenmaier de « L'écofascisme : leçons de l'expérience allemande » (1995). Elle a également signé nombre de livres concernant de près ou de loin la pensée de Murray Bookchin, surtout en ce qui concerne le municipalisme libertaire, l'écologie sociale et l'écoféminisme. Murray Bookchin considérait que « The Murray Bookchin Reader » était la meilleure introduction à son travail. 
Biehl soutient le mouvement pour les droits des Kurdes en Turquie. Abdullah Öcalan, leader du Parti des travailleurs du Kurdistan (PKK, en kurde : Partiya Karkerên Kurdistan), est devenu un lecteur assidu des thèses de Murray Bookchin  après sa capture et son emprisonnement en 1999. Il essaya en vain d'organiser une rencontre avec Bookchin avant sa mort. Après la mort de Bookchin en 2006, Biehl devint une activiste pro-kurde. Elle a depuis traduit le livre de 2011 intitulé « Autonomie démocratique au Nord Kurdistan » de l'allemand à l'anglais.
En 2014, de retour du Rojava où elle s'est rendue conjointement avec David Graeber, elle publie des comptes rendus et des articles sur la situation de la région et notamment le processus démocratique d'autogouvernement basé sur les communes enclenché par les Kurdes du Rojava. 
En 2011, Biehl se distancia du militantisme autour de l'écologie sociale, expliquant qu'elle ne pouvait pas soutenir une idéologie antiétatiste, et revint aux premières identités politique de gauche qu'elle avait adopté avant 1987 et qui sont parfois qualifiées de « social-démocratie ».
En 2015, elle a publié Ecology or Catastrophe, une biographie de Murray Bookchin, publiée aux Presses universitaires d'Oxford.

## Œuvres choisies
- Écologie ou catastrophe : la vie de Murray Bookchin, L’Amourier éditions, 2018, 624 p.  (ISBN 978-2364180475), présentation éditeur[14].
- Du réformisme libertaire : la SAC, l'exemple suédois suivi de Le municipalisme libertaire, Genève, Direct!, 1999, (OCLC 52148817).
- Le municipalisme libertaire : la politique de l'écologie sociale, avec Murray Bookchin, Montréal, Les Éditions Écosociété, 2013, 206 p.  (ISBN 978-2-89719-091-0)
- (en) Janet Biehl, Finding our way : rethinking ecofeminist politics, Montreal New York, Black Rose Books, 1991, 159 p. (ISBN 0-921689-78-0)
- (en) Janet Biehl, Ecofascism : lessons from the German experience, Edinburgh San Francisco, AK Press, 1995 (ISBN 1-873176-73-2)
- (en) Murray Bookchin et Janet Biehl (éditrice), The Murray Bookchin reader, London Washington, Cassell, 1997 (ISBN 0-304-33874-5)
- (en) Janet Biehl, The politics of social ecology : libertarian municipalism, Montreal Buffalo, New York, Black Rose Books, 1998 (ISBN 1-55164-100-3)
- (en) Janet Biehl, Mumford Gutkind Bookchin : the emergence of eco-decentralism, Porsgrunn, Norway, New Compass, 2011 (ISBN 978-82-93064-10-7)